# Whatever It Takes (canção de Leona Lewis)
"Whatever It Takes" é uma canção gravada pela cantora e compositora britânica Leona Lewis para o seu álbum de estúdio de estreia, Spirit (2007). Foi a primeira música a ser composta para Spirit e uma de duas a envolver Lewis no processo de composição. Tony Reyes e Novel auxiliaram a cantora nessa tarefa, com este último também ficando encarregue da produção e arranjos, na qual contou com a colaboração de Dallas Austin. Musicalmente, "Whatever It Takes" é uma faixa influenciada pelos géneros gospel e pop. A recepção pelos críticos especialistas em música contemporânea foi mista, com elogios sendo atribuídos à instrumentação otimista, e condenações à carência de qualquer tipo de "energia." Após o lançamento de Spirit no Reino Unido, a canção estreou dentro das setenta melhores posições da tabela musical daquele país devido a um forte registo de vendas em plataformas digitais. De modo a promover a faixa, Lewis cantou-a no evento Rock in Rio em 2010 e na sua digressão de estreia, The Labyrinth. Mais tarde, uma das apresentações da digressão foi inclusa no lançamento do DVD The Labyrinth Tour: Live from the O2 (2010).

## Estrutura musical e conteúdo

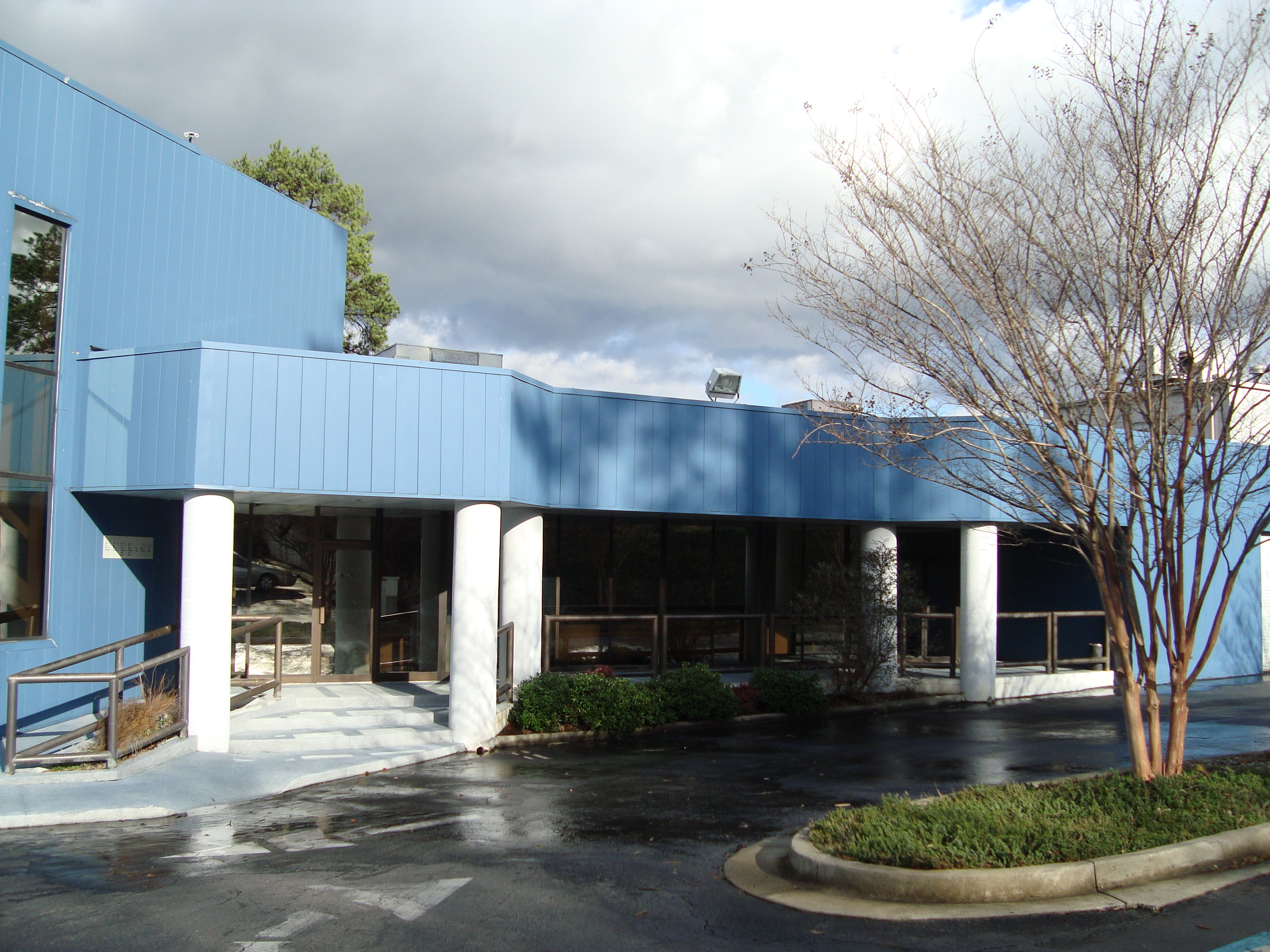
"Whatever It Takes" foi gravada nos estúdios Doppler em Atlanta, Geórgia.

"Whatever It Takes" foi co-escrita por Lewis, Alonzo "Novel" Stevenson e Tony Reyes. Musicalmente, é um tema gospel-pop otimista de ritmo moderado com duração de três minutos e 27 segundos. Foi descrito como um "pedaço de pop e soul conduzido por uma batida surpreendente capaz de lhe fazer abanar o esqueleto." De acordo com a partitura publicada pela Sony/ATV Music Publishing no Musicnotes.com, a canção foi composta na tonalidade de Mi♭ maior e definida no compasso de tempo comum com uma dança que se desenvolve no metrónomo de 96 batimentos por minuto. O alcance vocal de Lewis se estende por duas oitavas, da nota baixa de Si♭3 à nota alta de Si♭5.
A sua gravação decorreu nos estúdios DARP e Doppler, ambos localizados em Atlanta, Geórgia, e ainda no estúdio Battery na Cidade de Nova Iorque, Nova Iorque, por Carlton Lynn, que foi auxiliado neste processo por Lloyd Cooper no estúdio Doppler e por Tim Sturges no estúdio Battery. Lynn ficou ainda responsabilidade pela mistura de áudio no estúdio DARP, sob assistência de Josh Houghkirk. Os responsáveis pela produção e arranjos foram Novel e Dallas Austin, que convocaram uma variedade de instrumentistas, nomeadamente: Eddie Horst no arranjo de cordas; Kenn Wagner, Olga Shiptko, Amy Chang e William Pu no violino; Karen Freer e Daniel Laufer no violoncelo; o co-compositor Reyes na guitarra; Stephen Lowman e Stephen Ferrera na bateria; e o próprio Novel no teclado. "Whatever It Takes" faz uso de um coro, que consiste em Tawatha Agee, Vanesse Thomas, Cindy Mizelle, Michelle Cobbs, Robin Clark, "Bibi" Straughn, Tammy Lucas, Billy Porter, Bennie Diggs e Fonzi Thornton; Thornton foi alistado como o contratante vocal. Além dos vocais principais, Lewis forneceu ainda vocais de apoio à faixa. O processo de produção foi supervisionado por Kimberly L. Smith. Ao apresentar a faixa na digressão The Labyrinth (2010), Lewis revelou que "Whatever It Takes" foi a primeira música a ser escrita para Spirit.

## Recepção crítica
Os críticos musicais ficaram divididos em relação a "Whatever It Takes." Compondo a sua análise para o jornal The New York Times, o crítico Nate Chinen viu a canção como um "hino otimista," enquanto o periodista Nick Levine expressou ao portal birtânico Digital Spy que o tema é "aferrado por uma faixa rítmica que não iria humilhar um rapaz-piloto costeando o Harlem na sua viatura cheia de personalidade." No entanto, Levine observou que "Whatever It Takes" e "Best You Never Had" foram os únicos momentos de ritmo acelerado em Spirit, e que Lewis tenta imitar seus contemporâneos severamente. Em uma tonalidade menos favorável para o tablóide britânico The Guardian, a colunista Kitty Empire achou que "nem mesmo Dallas Austin — que trabalhou com as Sugababes — pode tornar 'Whatever It Takes' divertida."

## Apresentações ao vivo
A 24 de Setembro de 2007, Lewis organizou uma festa especial de lançamento de Spirit no Hotel Oriental Mandarin em Knightsbridge, Londres. Na festa, cantou "Bleeding Love", "The First Time Ever I Saw Your Face", "Homeless" e "Whatever It Takes." Lewis cantou "Whatever It Takes" no festival Rock in Rio, realizado em Lisboa, Portugal a 22 de Maio de 2010. Na digressão The Labyrinth, o tema foi incluso como o quarto do alinhamento. Mais tarde, o desempenho realizado na Arena O2 em Londres a 18 de Junho de 2010 viria a ser incluso no lançamento em DVD da digressão, The Labyrinth Tour: Live from the O2, lançado a 29 de Novembro de 2010. A cantora interpretou a faixa na primeira secção do alinhamento, junto com "Brave" como o tema de abertura, "Don't Let Me Down", "Better in Time" e "Take a Bow." O palco foi decorado para assemelhar-se a um castelo, e os acrobatas se apresentaram pendurados no teto em grandes pedaços de tecido, enquanto Lewis usava um vestido de lantejoulas douradas e botas de cano longo.

## Alinhamento de faixas
- Spirit — Edição padrão/deluxe[7][16]

1. "Whatever It Takes" — 3:27

- Spirit — Edição padrão/deluxe (Estados Unidos)[17][18]

1. "Whatever It Takes" — 3:27

- The Labyrinth Tour: Live from the O2[9]

1. "Whatever It Takes" (Live from the 02) — 3:26

## Créditos e pessoal
Os seguintes créditos foram adaptados do encarte do álbum Spirit (2007):
Gravação
- Gravada e misturada nos estúdios DARP em Atlanta, Geórgia, EUA;
- Gravada nos estúdios Doppler em Atlanta, Geórgia, EUA;
- Gravada nos estúdios Battery em Nova Iorque, Nova Iorque, EUA.

Pessoal
| - Leona Lewis — vocais principais, vocais de apoio, composição - Tony Reyes — composição, guitarra - Alonzo "Novel" Stevenson — composição, produção e arranjos, teclado, programação de teclado - Dallas Austin — produção e arranjos - Carlton Lynn — gravação vocal, mistura de áudio - Lloyd Cooper — assistência de gravação vocal - Tim Sturges — assistência de gravação vocal - Josh Houghkirk — assistência de mistura de áudio - Eddie Horst — arranjos de cordas - Kenn Wagner — violino | - Olga Shiptko — violino - Amy Chang — violino - William Pu — violino - Karen Freer — violoncelo - Daniel Laufer — violoncelo - Stephen Lowman — bateria - Stephen Ferrera — bateria - Tawatha Agee — coro - Vanesse Thomas — coro | - Cindy Mizelle — coro - Michelle Cobbs — coro - Robin Clark — coro - "Bibi" Straughn — coro - Tammy Lucas — coro - Billy Porter — coro - Bennie Diggs — coro - Fonzi Thornton — coro, contratação vocal - Kimberly L. Smith — coordenação de projeto |

## Desempenho nas tabelas musicais
Após o lançamento de Spirit, "Whatever It Takes", conforme os dados publicados a 24 de Novembro de 2007, estreou no número 61 da tabela musical de canções do Reino Unido devido a fortes vendas digitais.
| País — Tabela musical (2007)                       | Posição de pico |
| -------------------------------------------------- | --------------- |
| Reino Unido — Official Singles Chart Top 100 (OCC) | 61              |